# Henryk Strasman
Henryk Strasman (jid. הענריק שטראסמאן, ur. 19 marca 1903 w Warszawie, zm. 1940 w Charkowie) – polski prawnik narodowości żydowskiej, wykładowca Uniwersytetu Warszawskiego, sędzia w Ministerstwie Sprawiedliwości, działacz syjonizmu rewizjonistycznego, uczestnik wojny z bolszewikami, podporucznik rezerwy artylerii Wojska Polskiego, ofiara zbrodni w Charkowie przez NKWD w 1940 roku, spoczywa na Cmentarzu Ofiar Totalitaryzmu na Piatichatkach.

## Życiorys
Syn Abrama i Karoliny. Jego ojciec posiadał pralnię o nazwie „Asko” z pięcioma oddziałami w całej Warszawie. Była to rodzina zasymilowana z polskim społeczeństwem, nie obchodziła świąt żydowskich i nie przywiązywała dużej wagi do tradycji. Sam Henryk uważał się za polskiego patriotę. 
Podczas wojny polsko-bolszewickiej zgłosił się na ochotnika do Wojska Polskiego podczas przygotowań do obrony Warszawy w 1920 roku. 
W 1924 roku został absolwentem Wydziału Prawa Uniwersytetu Warszawskiego, którego później był też wykładowcą w dziedzinie medycyny sądowej. Pracował także jako starszy sędzia w Ministerstwie Sprawiedliwości. W 1925 roku ukończył Szkołę Podchorążych Rezerwy Artylerii i został mianowany ogniomistrzem podchorążym. 25 października 1930 roku Prezydent RP mianował go podporucznikiem ze starszeństwem z 1 stycznia 1929 roku i 206. lokatą w korpusie oficerów rezerwy artylerii, a minister spraw wojskowych wcielił do 8 Pułku Artylerii Polowej w Płocku. W 1934 roku pozostawał w ewidencji Powiatowej Komendy Uzupełnień Warszawa Miasto III. Posiadał nadal przydział w rezerwie do 8 Pułku Artylerii Lekkiej w Płocku.
4 lutego 1929 otrzymał stopień naukowy doktora prawa na Uniwersytecie Warszawskim. Jego praca doktorska nosiła tytuł Przestępstwo przerwania ciąży. Szkic porównawczy. Współpracował z byłym ministrem sprawiedliwości Wacławem Makowskim. 18 lipca 1929 został mianowany asesorem sądowym w okręgu sądu apelacyjnego w Warszawie. 27 lutego 1930 został mianowany podprokuratorem sądu okręgowego w Białej Podlaskiej. W 1931 został adwokatem z siedzibą w Warszawie przy ul. Pięknej 14a m. 6.
W stronę syjonizmu zwrócił się, dopiero kiedy piastując stanowisko podprokuratora został oskarżony w prasie o pomoc w ucieczce przed policją komuniście o rzekomym żydowskim pochodzeniu. Pod wpływem znajomości z Ze’ewem Żabotyńskim i Awrahamem Sternem zradykalizował swoje poglądy polityczne.
Wraz ze swoją żoną Alicją, która związana była ze środowiskiem rewizjonistycznej gazety „Jerozolima Wyzwolona”, wykorzystywali swoje kontakty i znajomości w kręgach rządowych do zakupu broni dla Irgunu w Palestynie oraz organizowania szkoleń dla członków Betaru i Irgunu w Polsce. Laurence Weinbaum twierdzi, że Strasmanowie mieli być przedstawicielami Irgunu w Warszawie, a Henryk miał odpowiadać za negocjacje w sprawie cen i ilości broni. W celu zakupu broni założono w banku PKO specjalne konto, za które odpowiedzialny był Strasman. Według jego ustaleń miano zebrać 100 000 złotych. Jak podają Yehuda Reinharz i Ja’akow Szawit, w 1939 roku Strasman wraz z żoną mieli kupić około siedmiu tysięcy francuskich karabinów, karabinów maszynowych Hotchkissa oraz ładunków wybuchowych. Z kolei Weinbaum przywołuje zapiski Alicji, jakoby Strasmanowie mieli wysłać do Palestyny 15 karabinów Hotchkissa i 300 karabinów.
W 1939 roku przed wybuchem II wojny światowej Strasman postanowił, mimo swojego wieku i zwolnienia ze służby, zaciągnąć się do armii na ochotnika. Służył w 8 pal. W trakcie działań wojennych dostał się do radzieckiej niewoli jako polski oficer, więziony w obozie w Starobielsku, a w 1940 roku został zastrzelony w Charkowie przez NKWD.
5 października 2007 roku Minister Obrony Narodowej Aleksander Szczygło mianował go pośmiertnie na stopień porucznika. W dniach 9–10 listopada 2007 roku w Warszawie były odczytywane nazwiska ofiar zbrodni katyńskiej, awansowanych na wyższe stopnie wojskowe i służbowe, w trakcie uroczystości „Katyń Pamiętamy – Uczcijmy Pamięć Bohaterów”.